# Buôn Ma Thuột

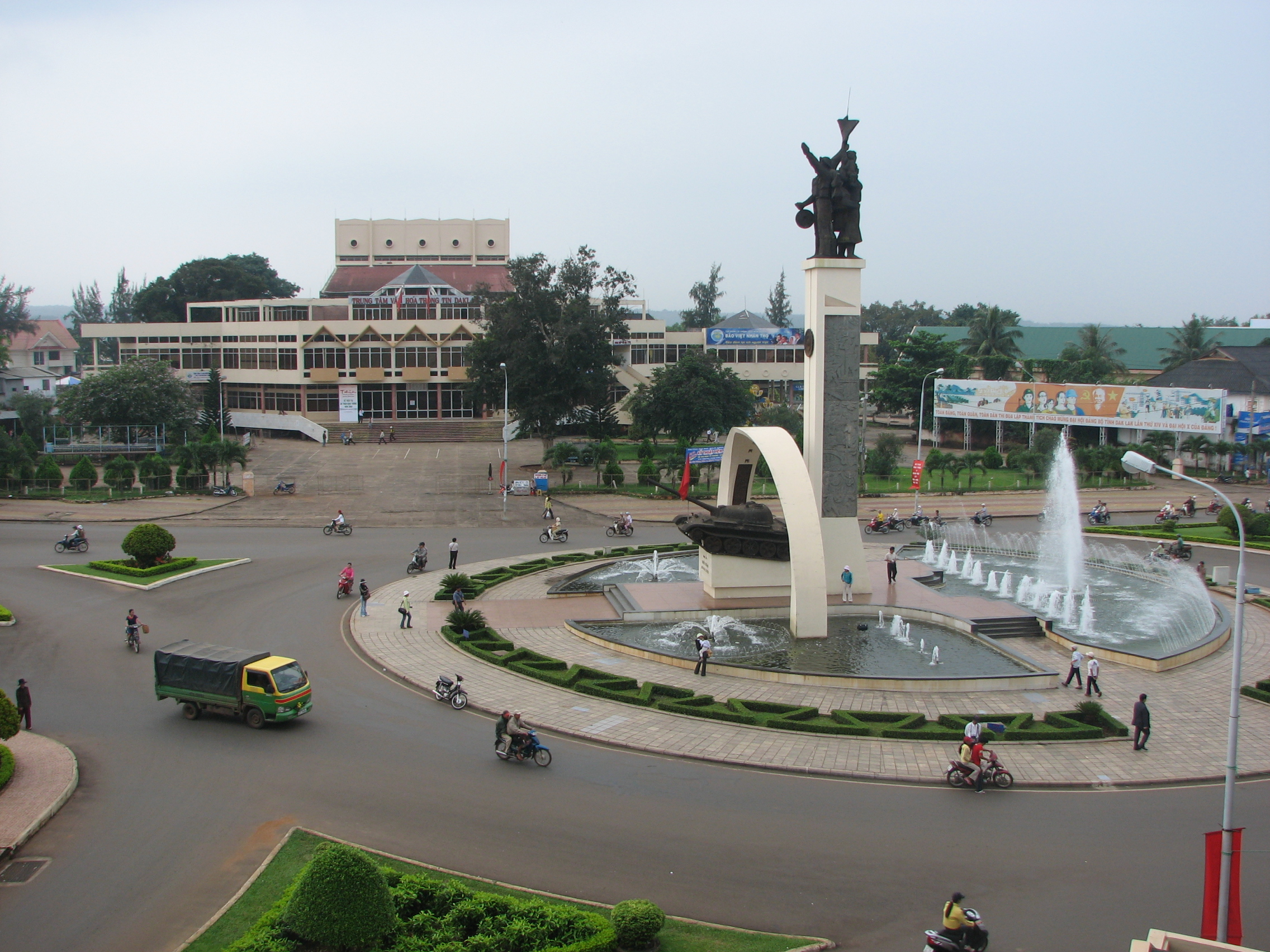
Buôn Ma Thuột.

Buôn Ma Thuột är en huvudstad i provinsen Đắk Lắk. Folkmängden uppgick till 326 135 invånare vid folkräkningen 2009, varav 211 891 invånare bodde i själva centralorten.